# Inge Sørensen
Inge Sørensen (n. 18 iulie 1924, Gentofte⁠(d), amtul Copenhaga⁠(d), Danemarca – d. 9 martie 2011, New Jersey, SUA) a fost o înotătoare daneză, medaliată olimpică. A participat la o ediție a Jocurilor Olimpice (1936) în care a câștigat o medalie de bronz.